# Briefkaart met betaald antwoord
Een briefkaart met betaald antwoord was een dubbele briefkaart opgevouwen tot het formaat van een enkele briefkaart. Achter de eerste briefkaart zat dan een tweede briefkaart, eveneens met zegelbeeld, die door de ontvanger kon worden gebruikt om een antwoord terug te zenden.

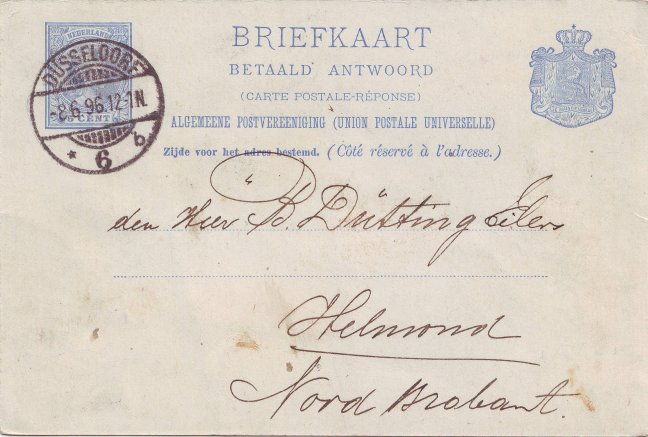
Een Nederlandse briefkaart, afgestempeld in Duitsland. Antwoorddeel van een briefkaart met betaald antwoord, verzonden van Düsseldorf naar Helmond op 8 juni 1896.

In Nederland is de briefkaart met betaald antwoord in 1871 ingevoerd. In het internationaal postverkeer is hij iets later ingevoerd (Wereldpostunie). Met ingang van 1 juli 1971 is de briefkaart met betaald antwoord in het internationaal postverkeer afgeschaft. In Nederland werden op datzelfde moment de briefkaarten met betaald antwoord in het binnenlands postverkeer afgeschaft.
In een verzameling postwaardestukken kunnen onder andere de volgende items met betrekking tot een dubbele briefkaart zijn opgenomen:
- een ongebruikte dubbele briefkaart,
- een dubbele briefkaart waarvan alleen de eerste helft is beschreven en afgestempeld, maar wél nog aan elkaar verbonden,
- beide helften beschreven en afgestempeld, maar wél nog met elkaar verbonden,
- de vraagkaart beschreven en afgestempeld,
- de antwoordkaart beschreven en afgestempeld,
- een dubbele briefkaart, heen en weer gebruikt, waarvan -volgens de regels- de antwoordkaart werd bijgefrankeerd tot het briefporttarief,
- een dubbele briefkaart, heen en weer gebruikt, zonder bijfrankering tot het briefport, met port belast.

In het internationaal postverkeer was de dubbele briefkaart herkenbaar aan de Franse tekst. De antwoordbriefkaart werd dan in een ander land afgestempeld dan het land dat is vermeld op de zegelindruk. Ook was aanvullende frankering voor extra diensten, zoals aantekenen of luchtpost, toegestaan. Dat gaf dan een interessante mengfrankering.
Met ingang van 1 oktober 1907 mocht de antwoordkaart in het internationaal postverkeer niet meer worden verzonden met aanhangende gebruikte vraagkaart.
ansichtkaart · brief · briefkaart · briefkaart met betaald antwoord · luchtpostblad · postblad · postwaardestuk · rouwkaart · tijdschrift · treinbrief · verhuiskaart · wenskaart